# Worobijiwka (rejon dunajowiecki)
Worobijiwka (ukr. Воробіївка, pol. hist. Worobijówka) – wieś na Ukrainie, w obwodzie chmielnickim, w rejonie dunajowieckim. W 2001 roku liczyła 837 mieszkańców, a w 2025 roku zamieszkiwały ją 633 osoby.
We wsi znajdował się piętrowy dwór z podniesionym portykiem z czterema kolumnami podtrzymującymi  trójkątny fronton i schodami po jego bokach. Dwór nakryty był dachem dwuspadowym. Budynek został zniszczony przez bolszewików.